# Сент-Меріс (Західна Вірджинія)
Сент-Меріс (англ. St. Marys) — місто (англ. city) в США, в окрузі Плезантс штату Західна Вірджинія. Населення — 1831 особа (2020).

## Географія
Сент-Меріс розташований за координатами 39°23′42″ пн. ш. 81°12′10″ зх. д. / 39.39500° пн. ш. 81.20278° зх. д. (39.395054, -81.202758).  За даними Бюро перепису населення США в 2010 році місто мало площу 2,66 км², з яких 2,65 км² — суходіл та 0,01 км² — водойми.

## Демографія
Згідно з переписом 2010 року, у місті мешкало 1860 осіб у 841 домогосподарстві у складі 543 родин. Густота населення становила 700 осіб/км².  Було 954 помешкання (359/км²).
Расовий склад населення:
| - 99,0 % — білих - 0,2 % — корінних американців - 0,2 % — азіатів - 0,1 % — чорних або афроамериканців |

До двох чи більше рас належало 0,4 %. Частка іспаномовних становила 1,3 % від усіх жителів.
За віковим діапазоном населення розподілялося таким чином: 20,5 % — особи молодші 18 років, 60,0 % — особи у віці 18—64 років, 19,5 % — особи у віці 65 років та старші. Медіана віку мешканця становила 43,9 року. На 100 осіб жіночої статі у місті припадало 96,6 чоловіків;  на 100 жінок у віці від 18 років та старших — 91,1 чоловіків також старших 18 років.
Середній дохід на одне домашнє господарство  становив 56 518 доларів США (медіана — 42 664), а середній дохід на одну сім'ю — 67 771 долар (медіана — 59 271). Медіана доходів становила 56 429 доларів для чоловіків та 30 938 доларів для жінок. За межею бідності перебувало 15,5 % осіб, у тому числі 34,5 % дітей у віці до 18 років та 8,8 % осіб у віці 65 років та старших.
Цивільне працевлаштоване населення становило 781 осіб. Основні галузі зайнятості: освіта, охорона здоров'я та соціальна допомога — 32,9 %, виробництво — 14,1 %, мистецтво, розваги та відпочинок — 9,3 %, роздрібна торгівля — 8,5 %.